# Tôi nói gì khi nói về chạy bộ
Tôi nói gì khi nói về chạy bộ (走ることについて語るときに僕の語ること Hashiru koto ni tsuite kataru toki ni boku no kataru koto) là một tập sách văn của Murakami Haruki (Haruki gọi đó là "memoir") phát hành năm 2007.

## Tựa đề
Tựa đề cuốn sách lấy ý tưởng từ tựa đề tập truyện ngắn của Raymond Carver có tên What We Talk About When We Talk About Love (nghĩa là "Chúng mình nói gì khi nói về chuyện yêu").

## Phát hành
Sách lần đầu được phát hành tại Nhật năm 2007 và được phát hành bằng tiếng Anh, dịch bởi Philip Gabriel, năm 2008. Năm 2011, bản tiếng Việt mang tên Tôi nói gì khi nói về chạy bộ được Nhã Nam mua bản quyền và phát hành qua Nhà xuất bản Hội Nhà Văn; sách được Thiên Nga dịch lại từ tiếng Anh.
Bìa sách tiếng Việt được làm lại trên bìa phát hành ở Mỹ nên có thể thấy hình Murakami Haruki đạp trên tựa tiếng Anh của sách.